# 任汝亮
任汝亮（1531年—1573年），原名任汝聽，字伯寅，號懷補，山西平陽府蒲州猗氏縣人，明朝政治人物。嘉靖壬戌進士，官至泉州府知府。

## 生平
嘉靖三十一年（1552年）中式壬子科山西乡试第三名举人，年方二十一岁。嘉靖四十一年（1562年），登壬戌科会试118名，三甲202名進士，以父卒归，三年服除，授戶部主事，督饷彭城。管太仓银库，查盘数不相符，诏逮下狱，以疏辯被释放。晉郎中，督密雲饷。隆慶初以病免，起補兵部車駕司郎中。
隆慶六年（1572年），出為福建泉州府知府。领郡八月，左遷興國州知州，赴任八月卒于官。同僚朱正色帮忙治理丧事。后来有人在武当山见到他，认为是一件奇怪的事。

## 軼事
《湧幢小品》載其任戶部主事時督餉彭城，渡河落水不死之奇事。任职泉州時亦数有奇迹。

## 家族
曾祖任儀；祖任宏；父任闕，府通判；母王氏。具慶下。兄汝為，弟汝士；汝工；汝虞。